# Parafia św. Marcina w Donaborowie
Parafia Świętego Marcina w Donaborowie – parafia rzymskokatolicka znajdująca się w diecezji kaliskiej, w dekanacie Kępno.